# St Catherine's Court
St Catherine's Court é uma casa senhorial situada num vale isolado a norte de Bath, Inglaterra. É um edifício de Grau I Os jardins estão classificados como Grau II e listados no Registo de Parques e Jardins Históricos de especial interesse histórico da Inglaterra.
A casa original era um celeiro principal dos monge da Abadia de Bath adjacente à Igreja de St Catherine. Aquando da Dissolução dos Mosteiros, o solar foi entregue a John Malte, passando para o cortesão John Harington. Foi comprada em 1591 por John Blanchard, e ficou na sua família durante várias gerações, mas acabou por ficar em ruínas. No século XIX, a casa foi adquirida pelo coronel Joseph Holden Strutt que a renovou, sendo a reconstrução continuada pelos seus filhos. Em 1984, a actriz Jane Seymour comprou a casa e, de novo, realizou mais renovações. Durante o período em que foi proprietária do solar, o edifício foi utilizado como estúdio de gravação e local de festas, o que causou queixas entre os vizinhos. Passou, ainda, por mais alargamentos, e é, actualmente, arrendada para festas de casamento.
A estrutura do edifício mudou ao longo dos séculos, com uma varanda de dois andares a ser adicionada em 1610. Outras extensões foram adicionadas no início do século XIX, e o orangerie e a biblioteca foram acrescentados no início do século XX. No século XXI, foram adicionadas mais áreas como uma piscina. A casa está rodeada por 4 hectares de terrenos paisagísticos com terraços unidos por degraus. O celeiro dentro dos terrenos é dos séculos XIII a XV.

## História
A mansão da aldeia de St Catherine pertenceu ao Prior Cantlow da Abadia de Bath na época medieval. O seu nome tem origem na Igreja de Santa Catarina ao lado da casa senhorial. Quando a casa não estava ocupada pelos monges, era arrendada. Em 1536, o arrendamento foi a Thomas Llewellyn, que permaneceu como inquilino após a Dissolução dos Mosteiros. O rei Henrique VIII concedeu a mansão ao seu alfaiate, John Malte, em 1546. Parte das condições para a concessão era que ele adoptasse a filha ilegítima dos rei, Ethelreda Malte. Ethelreda herdou a casa casou-se com John Harington. Após a morte de Ethelreda em 1551, Harrington casou-se novamente. O filho desse casamento foi outro John Harington que cresceu e se tornou um cortesão da rainha Isabel I, e inventou o primeiro autoclismo. John passou a maior parte do tempo no seu na vizinha Kelston e, em 1591, vendeu St Catherine's Court a John Blanchard. O seu filho, William Blanchard, remodelou a casa. As suas iniciais aparecem no friso de gesso de um quarto. A família Blanchard morou na casa durante várias gerações. Em 1610, foi acrescentada uma varanda e foi construído um jardim em terraço. A casa passou por casamento para a família Parry, mas a sua manutenção foi descurada a estrutura do edifício estava em declínio no século XVIII, quando metade do edifício era usado por um inquilino fazendeiro inquilino.
A casa foi comprada pelo coronel Joseph Holden Strutt, um soldado britânico e Membro do Parlamento de longa data. Strutt renovou a casa e a igreja anexa, e aumentou o edifíciocasa antes de sua morte em 1845. A sua filha mais nova, Charlotte Olivia, herdou a casa e morou lá com o marido, o Reverendo Robert Drummond, até a sua morte em 1897. Em 1912 foi herdado por Richard Strutt, o Filho mais novo do segundo Barão Rayleigh. Richard Strutt adicionou uma orangerie e construiu a biblioteca desenhada por Charles Bateman. Além disso, juntou capela arruinada perto do portão ao resto da casa. A casa foi então herdada pelo seu filho John Strutt.

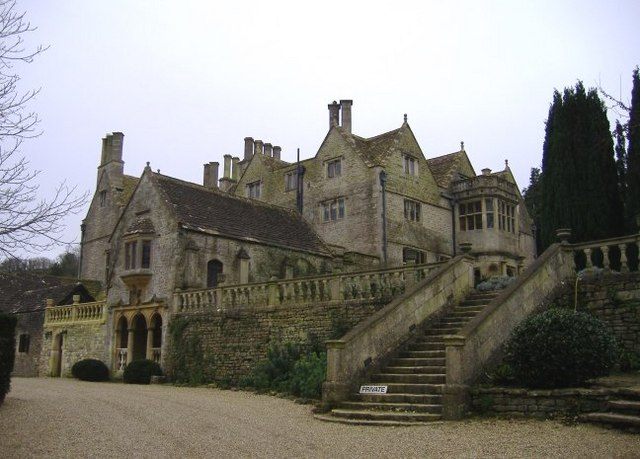
A casa em 2007

Em 1984, a atriz Jane Seymour comprou a casa com o então seu marido David Flynn por 350 000 libras. Depois de gastar 3 milhões de libras em remodelações, fizeram uma renovação da casa. Trouxeram móveis comprados de Littlecote House, propriedade de Sir Seton Wills, pois este estava a vender a sua casa e havia pouco mobiliário em St Catherine's. Seymour passava os Verões na casa. Após o seu divórcio de Flynn, e do casamento com o produtor de filmes americano James Keach, Seymour alugou a mansão para cenários de filmes, estúdio de gravações e, posteriormente, casa de campo/hotel para eventos corporativos e casamentos. A banda inglesa The Cure gravou ali o seu álbum Wild Mood Swings no final de 1994 e 1995; regressaram no Outono de 1998 para gravar a maior parte do seu álbum de 2000 Bloodflowers. A banda de rock Radiohead gravou a maior parte do seu álbum de 1997, OK Computer em St Catherines Court. A banda inglesa New Order também gravou parte do seu álbum de 2005 Waiting for Sirens 'Call no estúdio da mansão. A propriedade também foi alugada por Robbie Williams, como pode ser isto no primeiro episódio do MTV Cribs.
Em maio de 2007, Seymour recebeu uma licença para consumo de bebidas alcoólicas e entretenimento durante 24 horas de acordo com as novas regulamentações do Reino Unido, pelo conselho de Bath e North East Somerset. Os vizinhos queixaram-se que a via de acesso era muito estreita e o ruído excessivo. Seymour ganhou a batalha judicial, mas vendeu a casa em Novembro de 2007 a um comprador desconhecido. Em 2009, um pedido de planeamento para um aumento de de dois andares, incluindo uma piscina, foi submetido ao conselho local. Esta seria no local de um antigo pomar anterior a partir do qual as árvores foram transplantadas.  A casa encontra-se disponível para arrendamento e casamentos.

## Arquitectura

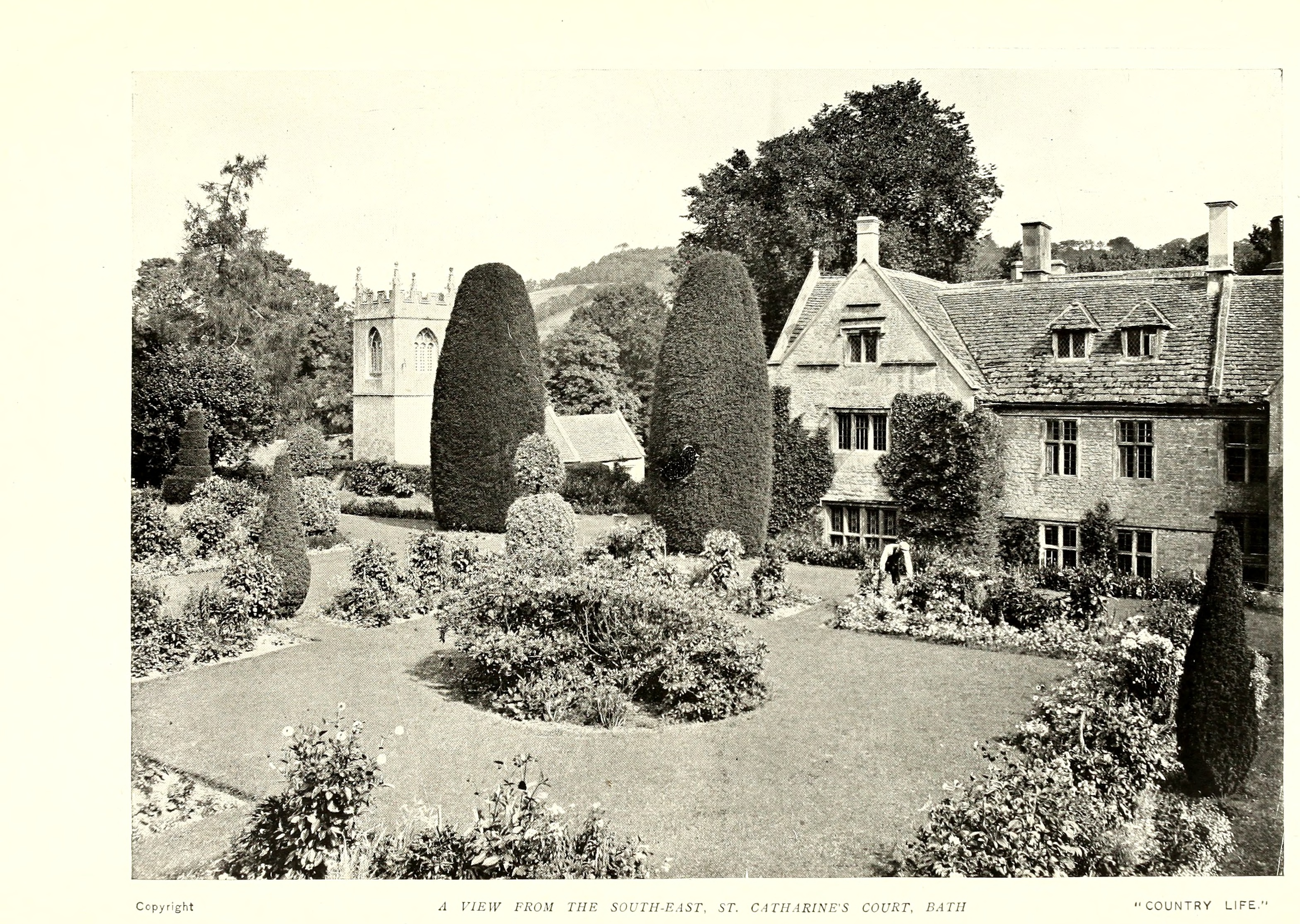
O jardim em 1900

A parte mais antiga da casa, a frente norte, foi construída no período isabelino mas incorpora partes de um antigo celeiro. A frente tem gabletes inclinadas as quais reduzem o peso nas paredes por baixo delas. A varanda que foi acrescentada em 1610 tem colunas toscanas a suportar um balaústre com uma estátua de "Bungey", o spaniel favorito de John Harrington.  Ele conduz a uma passagem e a "sala de carvalho" que tem painéis de madeira com um tecto moldado e lareira do século XVII. Estruturas semelhantes podem ser vistas no salão e sala-de-jantar. O tecto da biblioteca é uma imitação do de Audley End House, enquanto que as madeiras são em estilo jacobino. As escadas para os quartos incorporam a base de um tronco de árvore que cresce sob a casa.
Os 4 hectarers de jardins e terrenos distribuídos em terraços incluem uma via pavimentada com uma piscina octogonal, e as áreas estão separadas por sebes de arbustos. A zona paisagística mais recente a sul da casa é composta por uma pérgula de estilo barroco italiano. O celeiro dentro dos terrenos terá sido construído entre os séculos XIII e XV. Em 2008, foram feitas propostas para transformar o celeiro em escritórios e uma oficina.
Muitos dos muros e estruturas dentro dos jardins, como o conjunto central de degraus, foram construídos no final do século XVII. Os pilares de portas e os muros que flanqueiam a nordeste a casa foram acrescentados em meados do século XIX. Os jardins estão classificados como Grau II* e listados no Registo de Parques e Jardins Históricos de especial interesse histórico da Inglaterra.